# Isabel Oliver Cuevas
Isabel Oliver Cuevas (València, 1946) és una pintora i artista gràfica espanyola. En 1965 Va començar la seva formació en la Facultat de Belles Arts de València, on viu i treballa actualment.

## Trajectòria
La formació professional d'Oliver s'inicia al començament dels anys setanta quan comença a experimentar amb la pintura figurativa, gènere que començaria a definir, llavors, el seu recorregut visual i artístic. En 1971, Oliver es va unir a Equip Crònica, grup de pintors espanyols que va estar actiu entre els anys 1964 i 1981. Durant els quatre anys que va treballar amb el grup, van intentar apropiar-se dels mitjans de comunicació amb la finalitat de transmetre la seua disconformitat amb el panorama polític espanyol de llavors, mitjançant les seues obres pictòriques. Abans i durant aquest període, Oliver seguia treballant Individualment qüestionant el paper de la dona en la societat espanyola en aquests dies; la qual cosa queda reflectida en la sèrie "Les Dones" 1970-3.
A partir de 1988 va aconseguir plaça com a professora titular d'Universitat de la Universitat Politècnica de València de l'àrea de coneixement Pintura, adscrita al Departament de Pintura d'aquesta Universitat.

## Obra
L'obra, fins avui, d'Isabel Oliver podria dividir-se en tres etapes.
Des del 1971-1975: Col·laboració amb el grup Equip Crònica, en el qual qüestionaven mitjançant les seues obres pictòriques el que significava ser espanyol.
1971-1973. Sèrie “La Dona”: Paral·lelament a la seua cooperació amb l'Equip Crònica, treballa a través de la seua obra la temàtica exclusiva de la situació femenina, constituint una clara protesta i reivindicació en aquest sentit. En aquesta intervenció l'artista retrata dones en circumstàncies domèstiques o imaginaris amb l'objectiu de fer una crítica exhaustiva del seu paper en la societat espanyola i com la cultura comercial incidia directament en les aparences i la feminitat de la dona. Obres com “La Família”, i “Feliç reunió”, on es representen escenes domèstiques en les quals l'aparença i la façana sostinguda de la persona estan regides per les normes i comportaments socials de l'època, en formen part de la sèrie.
Des de 1990 fins al present: Isabel Oliver, com ella bé afirma, deixa enrere el concepte pop per introduir-se en la concepció del temps. Amb la utilització de materials nous i la inserció de nous objectes quotidians en les seues obres, l'artista se submergeix en la representació dels temps passats i el present, amb la contemplació d'un temps futurista, en un mateix espai.

## Exposicions de participació col·lectiva[6]
1980- NEW YORK SCENE. Nova York EUA.
1997- HETEROGÈNIA.
Centre Cultural Español. Miami. EUA.
Museu de Belles arts de Querétaro. Mèxic.
Centre Cultural de Cadereita. Mèxic.
2002-03 - SÓN DONES. Museu de la Ciutat. València.
2011- FEMENÍ PLURAL. 1999-2011. Reials Drassanes de València.
2012 -100 ANYS EN FEMENÍ. Centro Conde Duque. Madrid.
OBRA EN MUSEU- Museu d'Art Contemporani Vicent Aguilera Cerni. Vilafamés, Castelló.